# Actoés VI
Actoés VI (em grego clássico: Αχθωης; romaniz.: Achthoes) ou Queti VI (em egípcio: ḫtj(j)) foi o sétimo faraó da IX ou X dinastia. É atestado num cartucho descoberto nas pedreiras em Hatenube, ao sul de Amarna.